# Brush Shiels
Brush Shiels (Dublino, 1952) è un cantante e chitarrista irlandese.
Celebre per essere stato frontman della prima band di Gary Moore, gli Skid Row, intraprese anche una carriera solista di successo.

## Discografia

### Con gli Skid Row
- Skid (CBS, 1970)
- 34 Hours (CBS, 1971)
- Alive and Kicking (RRL, 1976)
- Skid Row (1989)
- Live And On Song (Hux, 2006)

### Solista
- Brush Shiels (1977)
- Old Pal (1986)
- Fields of Athenry (1988)
- BadBob's Country Boogie (1990)
- Wrapped Silage (1994)
- Celtic Road Warrior (1997)
- 18 Celtic Rock Classics (1999)
- Mad Dog Woman (2009)